# 指さえも/ダイスを転がせ
「指さえも／ダイスを転がせ」（ゆびさえも／ダイスをころがせ）は、小沢健二の16枚目のシングル。1997年9月18日に東芝EMIから発売。7インチアナログ盤（2枚組）も同時発売された。

## 解説
前作に続いて8cmシングルでありながら、4曲の楽曲が収録されている。歌詞の文字数が多いためか、歌詞カードが別になっている。タイトルが「指さえも／ダイスを転がせ」にもかかわらず、1曲目がカップリング曲の「back to back」で、「指さえも」より「ダイスを転がせ」の方が先に収録されている。両A面1曲目が「指さえも」であるので、タイトルの左上には「メインタイトル」と表記されている。さらに、歌詞カードに記載されているにもかかわらず、ジャケットを開くと「指さえも」の歌詞が掲載されている。
現在廃盤で、全楽曲がアルバム未収録となっている。

## 収録曲

### CD
1. back to back（3分22秒）
2. ダイスを転がせ（3分52秒）
メロディーはアダム・アントの「グッディー・トゥー・シューズ（英語版）」を引用している。
3. 指さえも（4分16秒）
4. 流星ビバップ（3分22秒）
「流れ星ビバップ」のジャズアレンジ。一発録音で作られた。ちなみにタイトルはオリジナルでは「流れ星」となっていたが、本作では「流星」となっている。

（全作詞・作曲・編曲:小沢健二）

### アナログ
1枚目
- SIDE A：back to back（3分22秒）
- SIDE B：ダイスを転がせ（3分52秒）

2枚目
- SIDE C：指さえも（4分16秒）
- SIDE D back to back (into the groove)（3分22秒） ※アナログ盤のみ収録

（全曲 作詞・作曲:小沢健二）

## 参加ミュージシャン・スタッフ
| 参加ミュージシャン - all songs written,arranged,produced and performed by kenji ozawa a/k/a oza 即ち 小沢健二 彼自身 - guest appearance (INeffect) - on “back to back” -DJ kent deli-kuts 佐々木健人 (scratch wizardery) - on “ダイスを転がせ” -kitaro nakamura(electric bass),chiharu kuroki(organ) - on “指さえも” -takayoshi matsunaga(acoustic bass) - “流星ビバップ” recorded live 一発録り - takeshi shibuya (acoustic piano),tamio kawabata (acoustic bass) and kenji ozawa (acoustic guitar) | スタッフ - recorded and mixed by hiroyuki hamano 浜野浩幸 - a&r director hiromitsu takada 高田浩充(toshiba emi) - a&r producer makoto ito 伊藤誠 - illmatic toshiba emi a&r team - “ダイスを転がせ” contains a sample from “goody two shoes” (a.ant-m.pirroni),as performed by adam and the ants - design team - AKM-9000 for ALMOST MAD HCTC SUPPORT COMMAND-art direction/design - sureshot kenny-art direction/photography - haru shirayama-stylist - futoshi yoshida-stylist assistant - yachiyo ohwatari-hair and make up - mastered by tom coyne at sterling sound,n.y.c. |